# Pieter van der Hulst

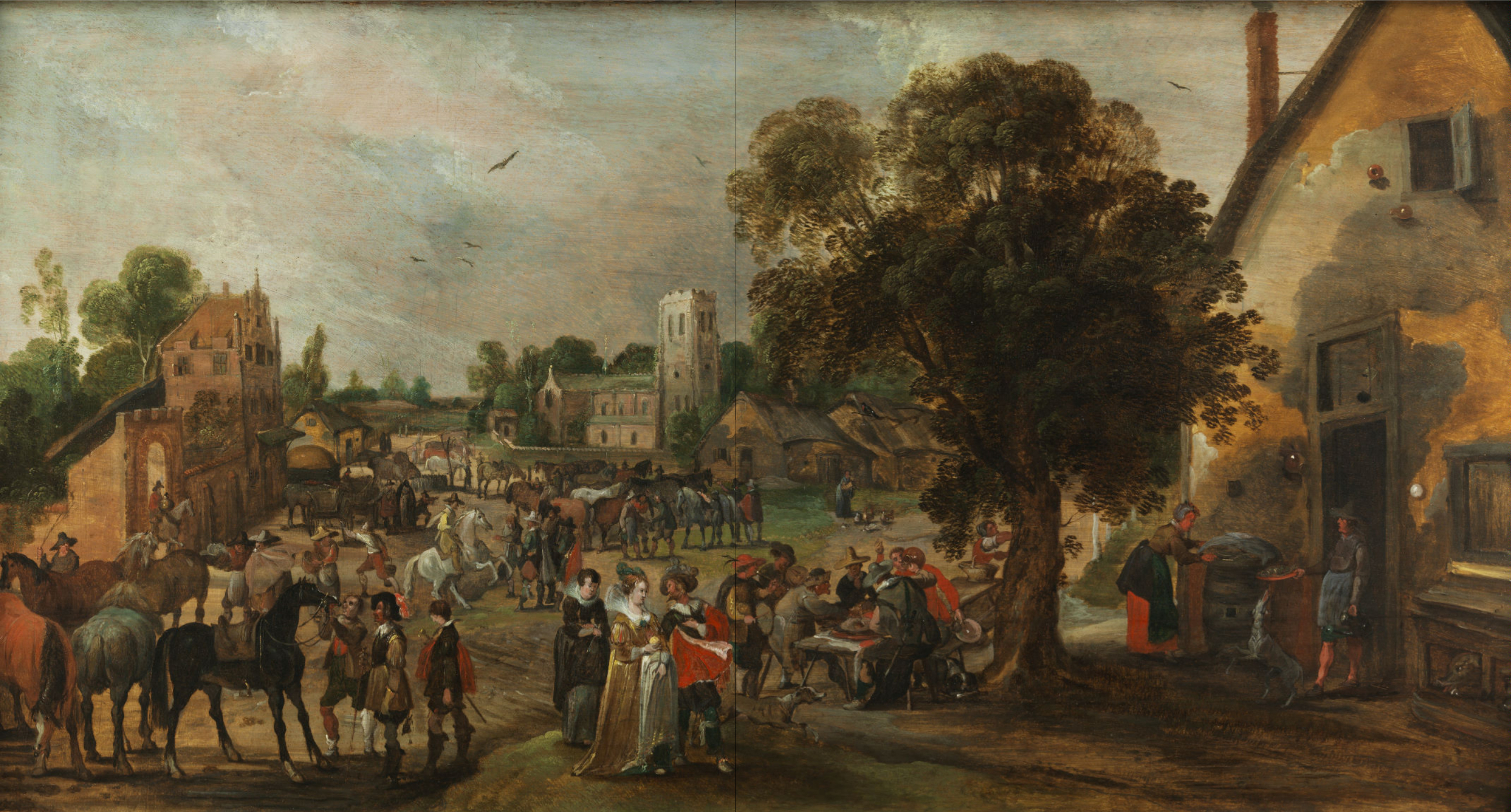
Mercado de caballos en un pueblo.

Pieter van der Hulst (II), apodado el Joven (activo desde septiembre de 1623 hasta 1637) fue un pintor flamenco de paisajes y géneros que estuvo activo en Amberes, Bélgica.Fue asistente de Rubens durante cierto tiempo.

## Biografía

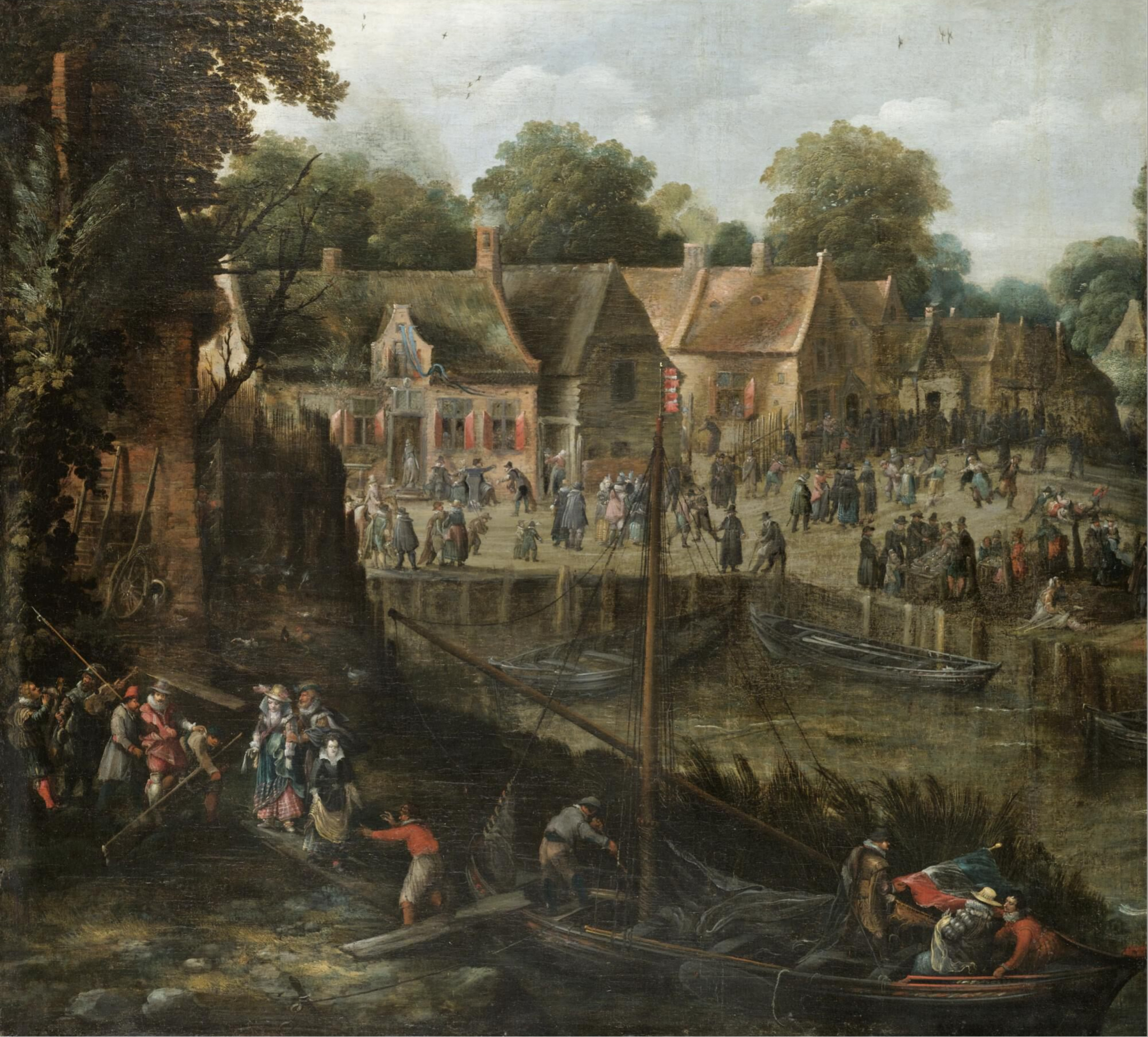
Quermés de pueblo con personajes elegantes entrando a los barcos.

Se sabe muy poco sobre la vida de Pieter van der Hulst el Joven. Probablemente fuera hijo de Pieter van der Hulst el Viejo. Está registrado en los registros de la Guilda de San Lucas de Amberes desde 1623 hasta 1637. Se convirtió en maestro de la guilda en 1623. Francois Coeschot fue su alumno en el año de la guilda de 1625 a 1626.
De 1631 a 1637 se lo menciona regularmente en las listas de los miembros de los Violieren, la Cámara de retórica de Amberes vinculada a la Guilda San Lucas. Durante un tiempo fue asistente de Rubens.
Pieter van der Hulst el Joven se convirtió en maestro de la Guilda de San Lucas de Amberes en 1647/1648. Pudo haber sido hijo de Pieter II.

## Obra
Van der Hulst fue un pintor de paisajes y escenas de género de la vida campesina. No siempre es posible atribuirle a él o a su presunto padre, Pieter el Viejo, obras firmadas con el nombre de Pieter van der Hulst o el monograma PVH, ya que trataban temas similares y con un estilo similar. 

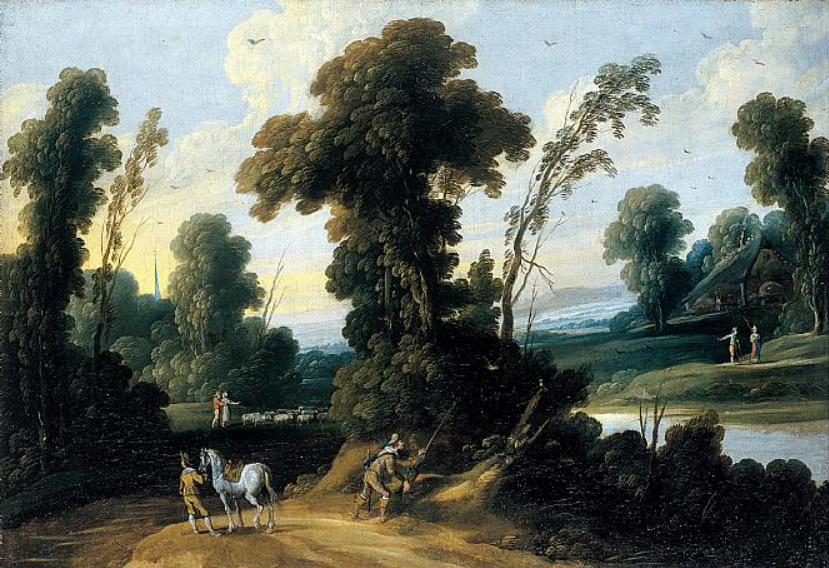
Paisaje con viajeros y un pastor con su rebaño.

Se le suele atribuir el cuadro Quermés en un pueblo del Museo Herzog Anton Ulrich, museo de Braunschweig, firmado y fechado "P.V. Hulst, 1628". Se trata de un típico mercado campesino y una escena festiva similar a los pintados por su padre y que se remonta al género campesino desarrollado en el arte flamenco en el siglo XVI por el pintor Pieter Brueghel el Viejo .
Al artista se le ha atribuido un conjunto de seis paisajes con figuras. Muestra personas dedicadas a diversos tipos de actividades que van desde la caza hasta escenas galantes así como soldados en reposo. Estos temas fueron muy apreciados por los cultos y ricos mecenas de Amberes de la época. Los paisajes están representados de una manera muy natural e inmediata, prestando atención a algunos detalles que pueden llamar la atención del espectador.
Van der Hulst ha sido identificado con un tal Verhulst, ayudante de Rubens y paisajista, que colaboró en el cuadro Vista del Escorial, vendido al rey Carlos I de Inglaterra en 1640 (Castillo de Longford (Bodenham), colección privada).En una carta escrita a Balthasar Gerbier, a quien Carlos I encargó la adquisición del cuadro, Rubens explica la historia del cuadro. Rubens cuenta que visitó las colinas que rodean El Escorial con el pintor español Velázquez en 1628. Aprovechó la ocasión para dibujar un boceto del paisaje. Este boceto sirvió de base para un cuadro de Pieter van der Hulst.En su carta, Rubens llama a van der Hulst "un pintor muy mediocre de esta ciudad" que pintó el cuadro "según sus habilidades" siguiendo las instrucciones de Rubens.